# Leandro (cantor)
Luiz José Costa (Goianápolis, 15 de agosto de 1961 – São Paulo, 23 de junho de 1998), mais conhecido como Leandro, foi um cantor e compositor brasileiro, que formou com seu irmão mais novo Emival Eterno Costa, o Leonardo, a dupla sertaneja Leandro & Leonardo.
Com a renda dos shows e dos discos, Leandro tornou-se um empresário agressivo e bem-sucedido. Formou um patrimônio sólido. Era dono de duas fazendas no estado de Tocantins e de uma fazenda e uma chácara em Goiás. No total, possuía cerca de quatro mil alqueires de terra, nos quais criava seis mil cabeças de gado. Além disso, tinha vários imóveis em Goiânia, entre eles um prédio de três andares que chegou a hospedar um shopping center e um terreno de quinze alqueires dentro da cidade, próximo ao aeroporto. O grosso dos rendimentos do cantor vinha dos cachês de shows da dupla, que oscilavam entre 35 mil e cinquenta mil reais por apresentação. As várias campanhas publicitárias que Leandro & Leonardo protagonizaram também renderam um bom dinheiro.

## Primeiros anos
Leandro nasceu no dia 15 de agosto de 1961, em Goianápolis. Filho de Avelino Virgulino da Costa e Carmem Divina Eterno da Silva, morou com os pais e mais oito irmãos na roça, onde estudou até o ensino fundamental. Desde criança, Leandro ajudava os pais numa pequena plantação de tomates e jilós. Mas aquela profissão nunca agradou o sertanejo.
O primeiro emprego de Leandro, junto com o irmão mais novo Emival Eterno Costa, o Leonardo, foi no mercado central de Goiânia, como vendedor de sapatos e engraxate, durante a época de natal. Até que Leandro percebeu sua vocação para a música, e chegou a ser vocalista de uma banda chamada "Os Dominantes", que fazia covers de músicas dos Beatles e de Roberto Carlos. A dupla nasceu em 1983, depois que Leonardo que trabalhava como balconista da Farmácia São Benedito, em Goiânia, foi demitido. Depois de ser boia-fria, Leonardo foi trabalhar como entregador de remédio. Foi promovido, mas não durou dez dias na nova função. Leonardo receitou um remédio errado para uma cliente que tinha micose. Foi despedido e, junto com seu irmão, resolveu formar a dupla.

## Carreira

### 1983–85: Criação da dupla eLeandro & Leonardo
No começo dos anos 1980, os irmãos levaram suas violas a pequenos bares de Goianápolis e outras pequenas cidades de Goiás. Mas a dupla só nasceu comercialmente depois que chegou aos ouvidos dos diretores da gravadora Continental. Eles ficaram impressionados com uma fita mal gravada com uma música de apenas três acordes. Era a canção "Entre Tapas e Beijos", que se transformaria em grande sucesso. O nome da dupla foi inspirado em filhos gêmeos de um amigo dos dois irmãos goianos. Com o nome de Leandro e Leonardo, os sertanejos começaram a batalhar no concorrido mercado da música.

### 1986–89:Explosão de Desejos, vol. 2 e vol. 3
Eles mostravam um ritmo sertanejo diferente da antiga moda de viola, que acabou sendo chamado de "sertanejo moderno". Em 1986, a dupla lançou o segundo disco, que trazia a música "Contradições". O álbum não chegou a emplacar, mas vendeu a razoável quantia de 38 mil cópias. Mas foi em 1989 que Leandro e Leonardo viraram estrelas. Com a música "Entre Tapas e Beijos", do terceiro álbum, os sertanejos venderam um milhão e 300 mil cópias. Leandro fez parte dos apresentadores do programa Amigos da Rede Globo, juntamente com Zezé Di Camargo & Luciano, Chitãozinho & Xororó, e seu irmão, Leonardo.

### 1990: Vol. 4 e reconhecimento
O sucesso era tão grande que, no início dos anos 1990, os ex-plantadores de Goiás foram recebidos na casa do então presidente Fernando Collor de Mello para um show particular. Além das apresentações na Casa da Dinda, Leandro e Leonardo, fizeram shows no Palácio do Planalto. O quarto álbum, que vendeu quase três milhões de cópias, confirmou a consagração dos astros com o sucesso "Pense em Mim", que marcaria para sempre a dupla sertaneja. Foi a primeira vez que uma dupla sertaneja alcançou essa marca de vendagem. Leandro, responsável pela segunda voz da dupla, nunca negou que sua música se afastava da tradição sertaneja.

### 1991–98: Últimos anos
Entre 1991 e 1998, Leandro e Leonardo lançaram outros sete volumes homônimos e gravaram o disco Um Sonhador, lançado após a morte de Leandro, em julho de 1998. O álbum contou com quinze faixas, incluindo a faixa-título, que venceu o Troféu Imprensa de 1999 na categoria de Melhor Música, além de garantir à dupla um disco de diamante pelas mais de 1 milhão de cópias vendidas.

### Acontecimentos póstumos

#### Amigos1998
No show Amigos daquele ano, o cantor Leonardo e as duplas sertanejas Chitãozinho & Xororó e Zezé Di Camargo & Luciano se alternavam. Assim, Leonardo – mesmo triste com a perda – seguiu cantando com Chitãozinho a música "Um Sonhador" e com Luciano a música "Deu Medo", as duas feitas pelo álbum Um Sonhador, último trabalho da dupla antes do falecimento de Leandro.
Na época, especulou-se que a exposição direta de Leandro a agrotóxicos, quando trabalhava como agricultor em sua juventude, poderia ter contribuído para a formação do tumor. Além disso, ele fumava um maço de cigarros diariamente.

#### Casa de Apoio São Luiz e Homenagem Oficial
Administrada pela mãe de Leandro, dona Carmen, a Casa de Apoio São Luiz, situada em Aparecida de Goiânia é uma instituição filantrópica que tem por objetivo dar apoio e suporte aos portadores de câncer durante o processo de tratamento e recuperação. Era um sonho de Leandro, que tinha vontade de ajudar de alguma forma as pessoas vítimas da doença.
Leandro também foi homenageado pela Prefeitura de São Paulo. Pouco tempo após a sua morte, a municipalidade denominou uma via pública como Avenida Luiz José Costa - Av. Leandro, no bairro Cidade Tiradentes, zona leste de São Paulo.

## Doença e morte
Em 27 de abril de 1998, Leandro, após ser encontrado desmaiado, fez uma radiografia do tórax. Na radiografia aparecia uma mancha do tamanho de uma laranja sobre o pulmão direito. No dia 8 de maio, médicos no hospital da Universidade Johns Hopkins, em Baltimore, Estados Unidos, confirmaram que se tratava de um tumor maligno, um tipo de câncer de pulmão raríssimo, conhecido por tumor de Askin. Já no dia 18 de maio, o cantor passou por duas cirurgias, incluindo a colocação de um stent na veia cava superior. Fontes do Hospital São Luiz revelaram que o tumor não se espalhara por outros órgãos.

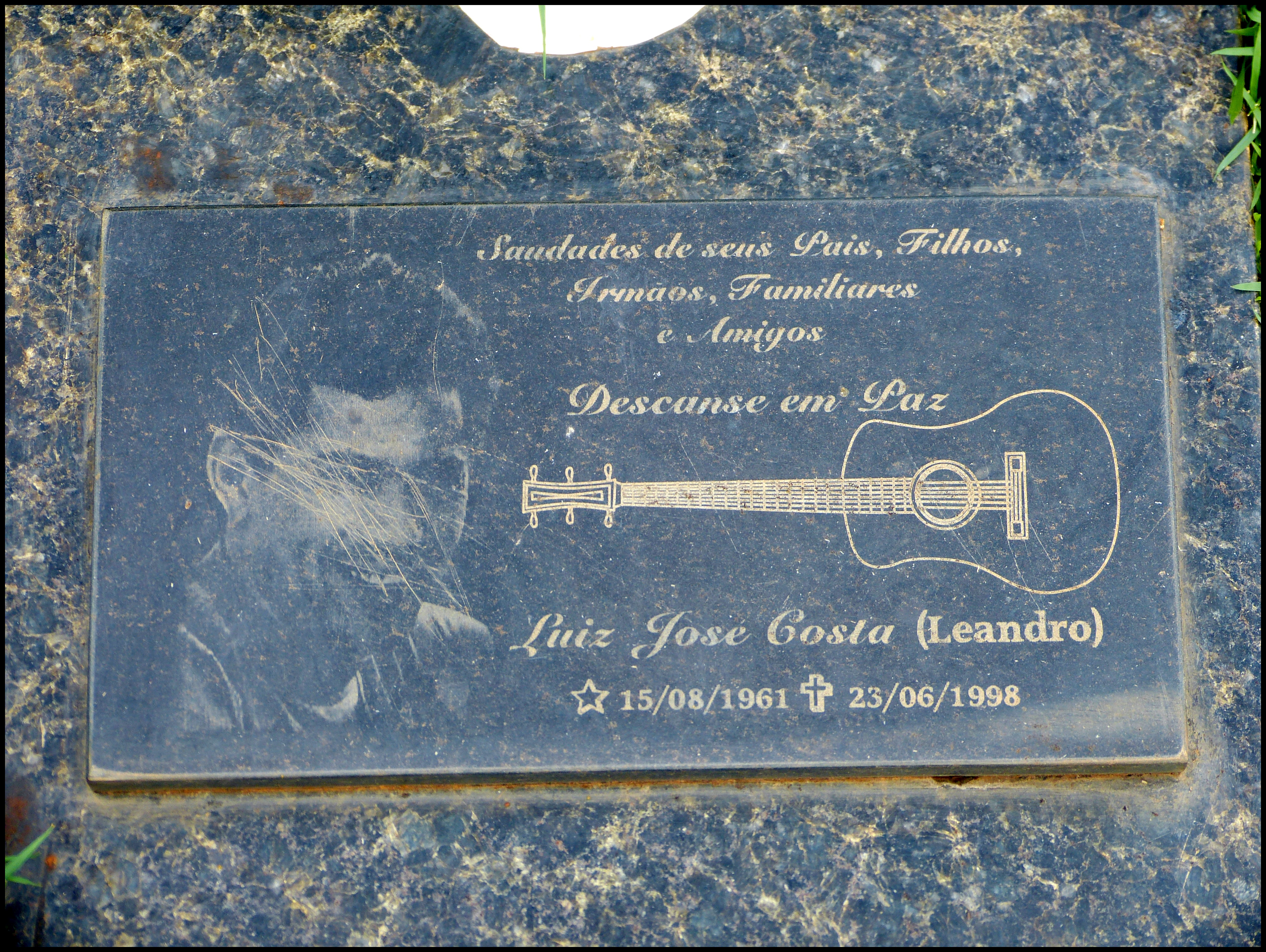
Lápide sobre o túmulo do cantor sertanejo Leandro

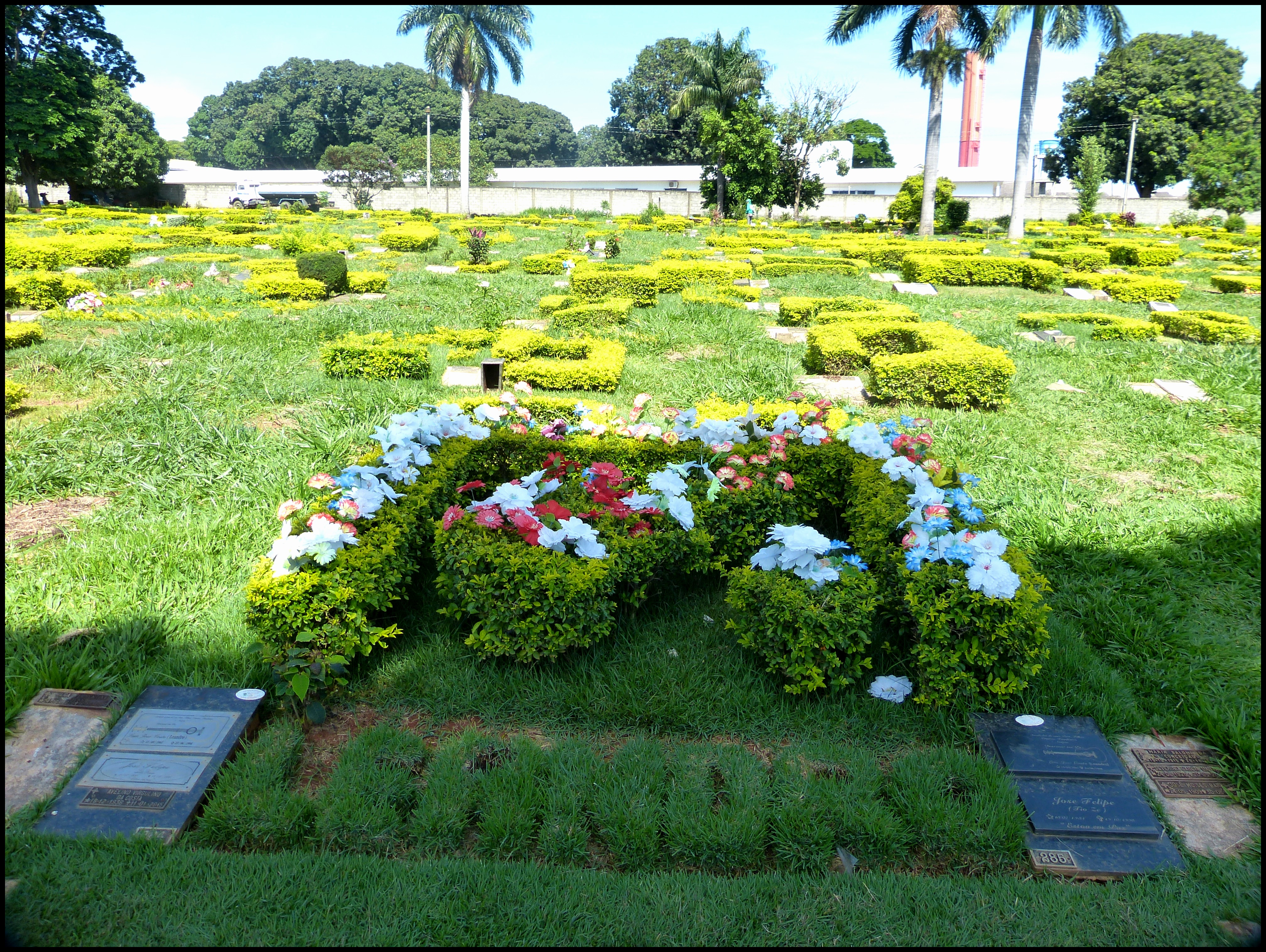
Túmulo do cantor sertanejo Leandro

No dia 8 de junho, Leandro fez sua última aparição pública. Na varanda do apartamento, já sem os cabelos por causa da quimioterapia, o cantor acenou para os fãs enrolado em uma bandeira verde e amarela para torcer pela Seleção Brasileira na Copa do Mundo daquele ano.
Uma semana depois, no dia 15 de junho, o cantor sofreu uma parada cardiorrespiratória em seu apartamento no Itaim Bibi, zona sudoeste de São Paulo, e foi levado às pressas para a UTI do Hospital São Luiz, onde permaneceu sedado e respirando com a ajuda de aparelhos. Leandro morreu à 0h10 de 23 de junho de 1998, com falência de múltiplos órgãos, segundo médicos do Hospital São Luiz. O corpo foi velado na Assembleia Legislativa de São Paulo, onde mais de 25 mil fãs compareceram para dar o último adeus ao cantor. Políticos, como o então Vice-presidente da República Marco Maciel, o senador Eduardo Suplicy, e o então Prefeito de São Paulo Celso Pitta compareceram ao velório. Personalidades como Padre Antônio Maria, Carla Perez, Hebe Camargo, Angélica, Ratinho, Serginho Groisman, Gilberto Barros, Franco Scornavacca, Chitãozinho & Xororó, Zezé Di Camargo & Luciano, Daniel, Gian & Giovani, Milionário & José Rico, Paulinho Nogueira, Toquinho, KLB, Vanusa, Beth Guzzo, entre outros, também estiveram lá para a despedida. Em Goiânia, onde foi sepultado, o corpo de Leandro foi levado ao Cemitério Parque Jardim das Palmeiras, acompanhado por um cortejo de 150 mil pessoas. Estima-se que lá, sessenta mil delas passaram em frente do caixão do cantor durante o velório. Leandro recebeu honras do governador do Estado quando seu caixão foi carregado por cadetes do Exército até o túmulo.

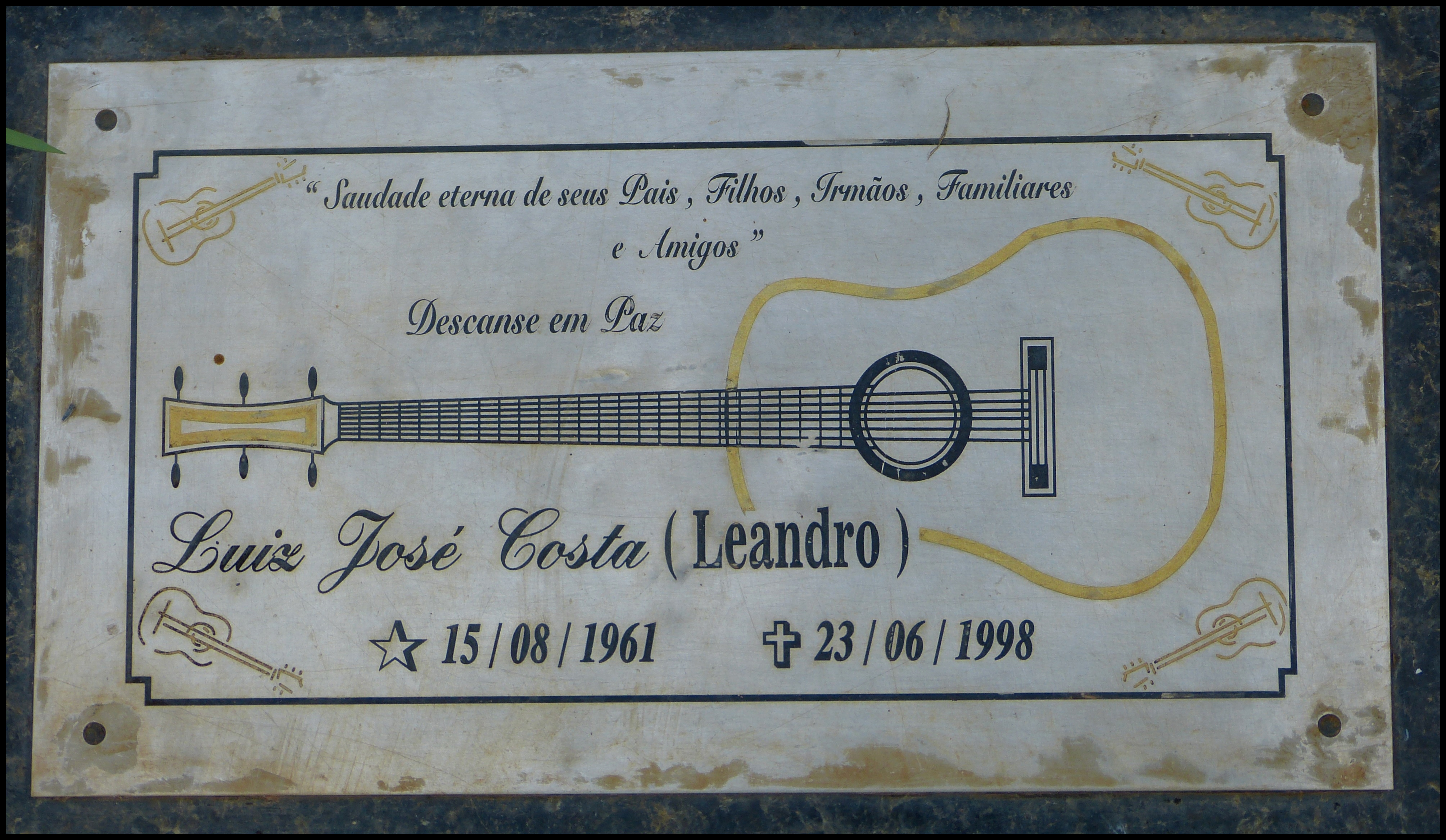
Lápide no túmulo do cantor Leandro

A comoção pela morte foi tamanha que a cobertura de seu funeral foi priorizada pelas emissoras televisivas Globo, Bandeirantes, SBT, Manchete e Record em detrimento de uma partida da Copa do Mundo, entre França e Dinamarca. A Record sequer exibiu esse jogo, enquanto as demais transmitiram somente o segundo tempo. A morte de Leandro também foi noticiada pelo principal jornal dos Estados Unidos, The New York Times.

## Vida pessoal

### Relacionamentos
Leandro casou-se aos 21 anos com Célia Gonçalves e teve um filho chamado Thiago Costa, que se tornou conhecido juntamente com seu sobrinho Pedro Leonardo, formando a dupla Pedro & Thiago. Em 1990, os dois se separaram por desentendimentos.
Cinco anos depois começou a namorar e casou-se com a ex-modelo Andréa Mota. Em 27 de junho de 1995, tiveram uma filha, que recebeu o nome de Lyandra Costa. Em 1998, ano de seu falecimento, nasceu em 3 de fevereiro o segundo filho do casal, Leandro Costa.
Em 2009, foi divulgada a existência de um outro filho de Leandro. O menino é fruto do relacionamento de Leandro com a empregada da casa de seus pais. Esse caso ocorreu nos anos 1990. A menina era ainda adolescente e, ao engravidar, pediu demissão por medo da reação da família dos patrões. Por exame de DNA foi reconhecida a paternidade. O filho foi batizado pela mãe com o nome artístico do cantor, Leandro (Leandro Borges).
Outro caso ocorrido no ano de 1992: uma mulher afirmava ter tido um filho do cantor, devido às grandes semelhanças físicas dele com seu filho, mas, após ter sido pressionada, a jovem desmentiu, alegando que havia se enganado sobre o fato.[carece de fontes?]

### Filme
Em abril de 2011, Leonardo contou a uma emissora de TV que um longa da dupla Leandro e Leonardo seria produzido, intitulado Não Aprendi Dizer Adeus. O cantor disse que a produção seria iniciada em julho de 2011, com a escolha dos atores e o inicio das filmagens. O filme ainda não possui data para estreia.
Durante uma live em julho de 2020, Leonardo falou sobre o filme, afirmou que a empresa Prudential do Brasil é uma das principais parcerias e que as gravações deveriam ter terminado em junho de 2020, para lançamento em novembro de 2020. No entanto, por conta da pandemia do novo coronavirus, as gravações atrasaram. O cantor ainda muito emocionado disse:
Obrigado Prudential, por estar conosco nessa caminhada, que nunca vamos aprender a dizer adeus, porque dizer adeus a alguém que a gente ama, dói demais
O cantor afirmou que assim que possível vai iniciar as gravações do filme. Até o momento apenas o ator Bruno Gagliasso está confirmado no longa.

## Discografia
- 1985 - Leandro & Leonardo - (Embrassom) - 500 cópias
- 1986 - Explosão de Desejos - (M3) - 38 000 cópias
- 1987 - Leandro & Leonardo Vol. 2 - (M3) - 100 000 cópias
- 1989 - Leandro & Leonardo Vol. 3 - (3M/Continental) - 1 800 000 cópias
- 1990 - Leandro & Leonardo Vol. 4 - (Chantecler) - 3 145 814 cópias
- 1991 - Leandro & Leonardo Vol. 5 - (Chantecler) - 2 500 000 cópias
- 1992 - Leandro & Leonardo Vol. 6 - (Chantecler) - 1 950 000 cópias
- 1993 - Leandro & Leonardo Vol. 7 - (Chantecler / Warner Music Group) - 1 500 000 cópias
- 1994 - Leandro & Leonardo Vol. 8 - (Chantecler / Warner Music Group) - 1 400 000 cópias
- 1995 - Leandro & Leonardo Vol. 9 - (Chantecler / Warner Music Group) - 1 250 000 cópias
- 1996 - Leandro & Leonardo Vol. 10 - (Chantecler / Warner Music Group) - 1 850 000 cópias
- 1997 - Leandro & Leonardo Vol. 11 - (Chantecler / Warner Music Group) - 650 000 cópias
- 1998 - Um Sonhador - (BMG Brasil) - 2 732 735 cópias

Nota: Os discos de 86 a 89 (que foi gravado em 88 porem lançado em 89) foram lançados pela gravadora 3M após decretar falência em 1988 a dupla foi contratada pela gravadora Continental GEL em 1989 e o terceiro álbum da dupla foi lançado com os selos 3M (Terra Nova) e também  com o Selo Continental GEL Continental.De 1990 até 1992 os álbuns foram lançados pelo selo Chantecler, de 1993 até 1997 foi utilizado o selo Continental Chantecler/Warner Music East West. exceto o album Um Sonhador de 1998, que foi o único trabalho da dupla pela antiga gravadora BMG.